# Hobbelpaard

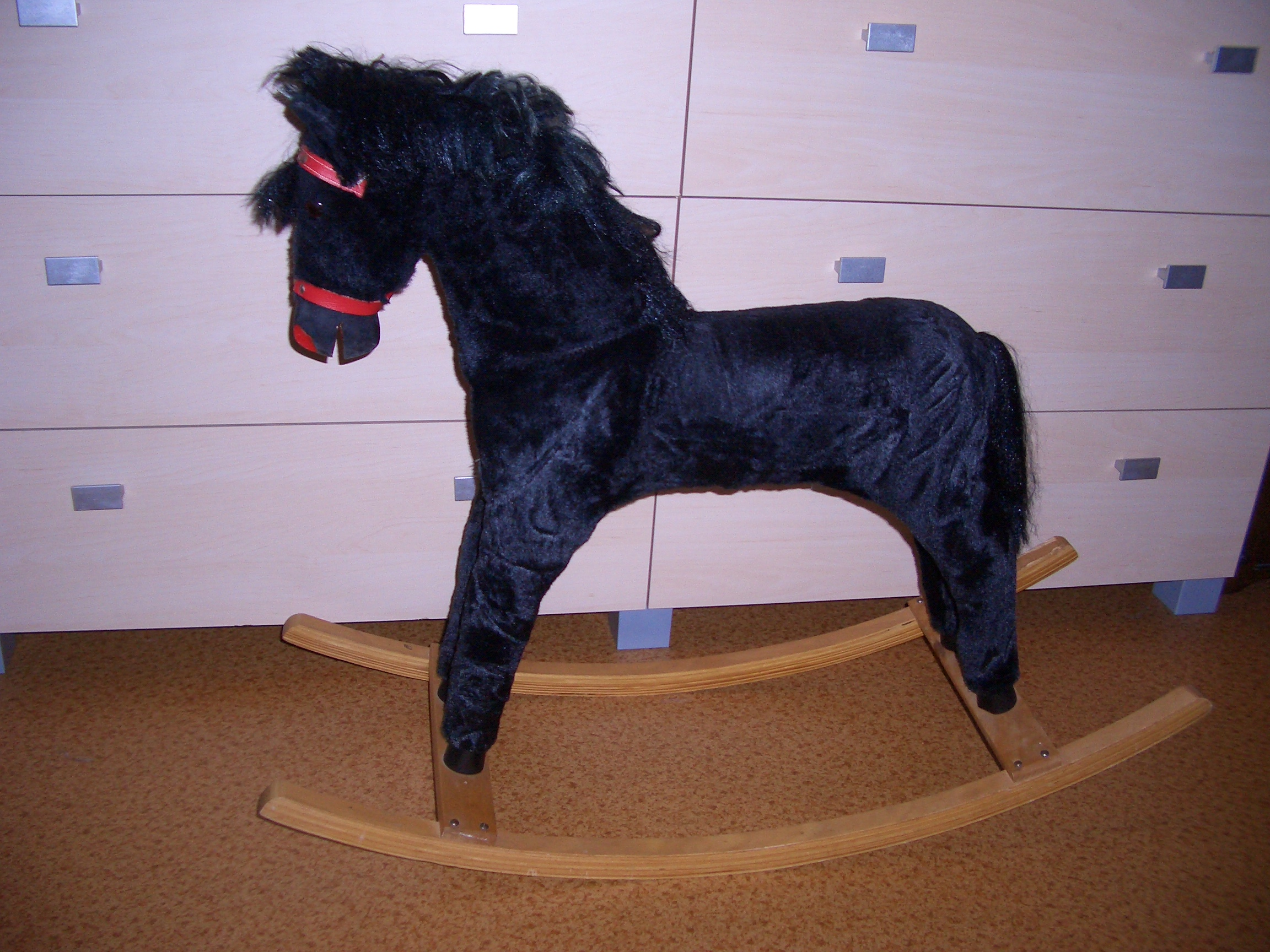
Zwart hobbelpaard (2005)

Een hobbelpaard is een op een paard lijkend speeltoestel voor kleine kinderen, met een ronde onderkant waardoor naar voor en achteren geschommeld kan worden (kinderspel), vergelijkbaar met een schommelstoel.
Vroeger waren hobbelpaarden meestal van hout of metaal, soms overdekt met vacht en echte leren zadels. Tegenwoordig zijn ook hobbelpaarden van kunststof in opkomst. Daarnaast is het ook heel eenvoudig om zelf een hobbelpaard te maken van hout.
Soms zijn ze ook zeer gestileerd of wordt niet een paard maar bijvoorbeeld een ezel of dinosaurus uitgebeeld.

## Geschiedenis

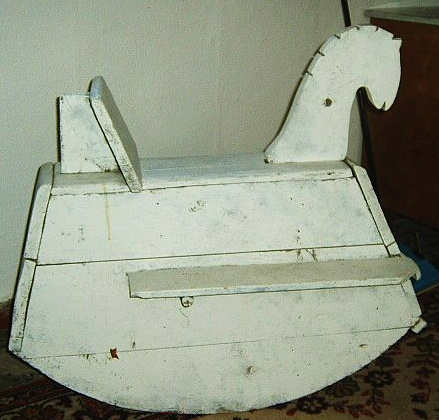
Eenvoudig hobbelpaard uit hout (2005)

Waarschijnlijk is het hobbelpaard in de 17e eeuw in de Verenigde Staten ontstaan. De voorlopers waren paarden op wielen, die afhankelijk van de grootte werden gebruikt om kinderen op voort te trekken of ze ermee te laten spelen. Zulke rijdende paarden waren al in het antieke Griekenland te vinden, zoals in Horatius te lezen valt. Via Engeland kwam het vanaf midden 19e eeuw naar Midden-Europa.
Vooral in de bosrijke gebieden in Duitsland heeft de bouw van hobbelpaarden een lange traditie. In Thüringen zijn nu nog bedrijven die als hobbelpaardfabriek begonnen zijn.

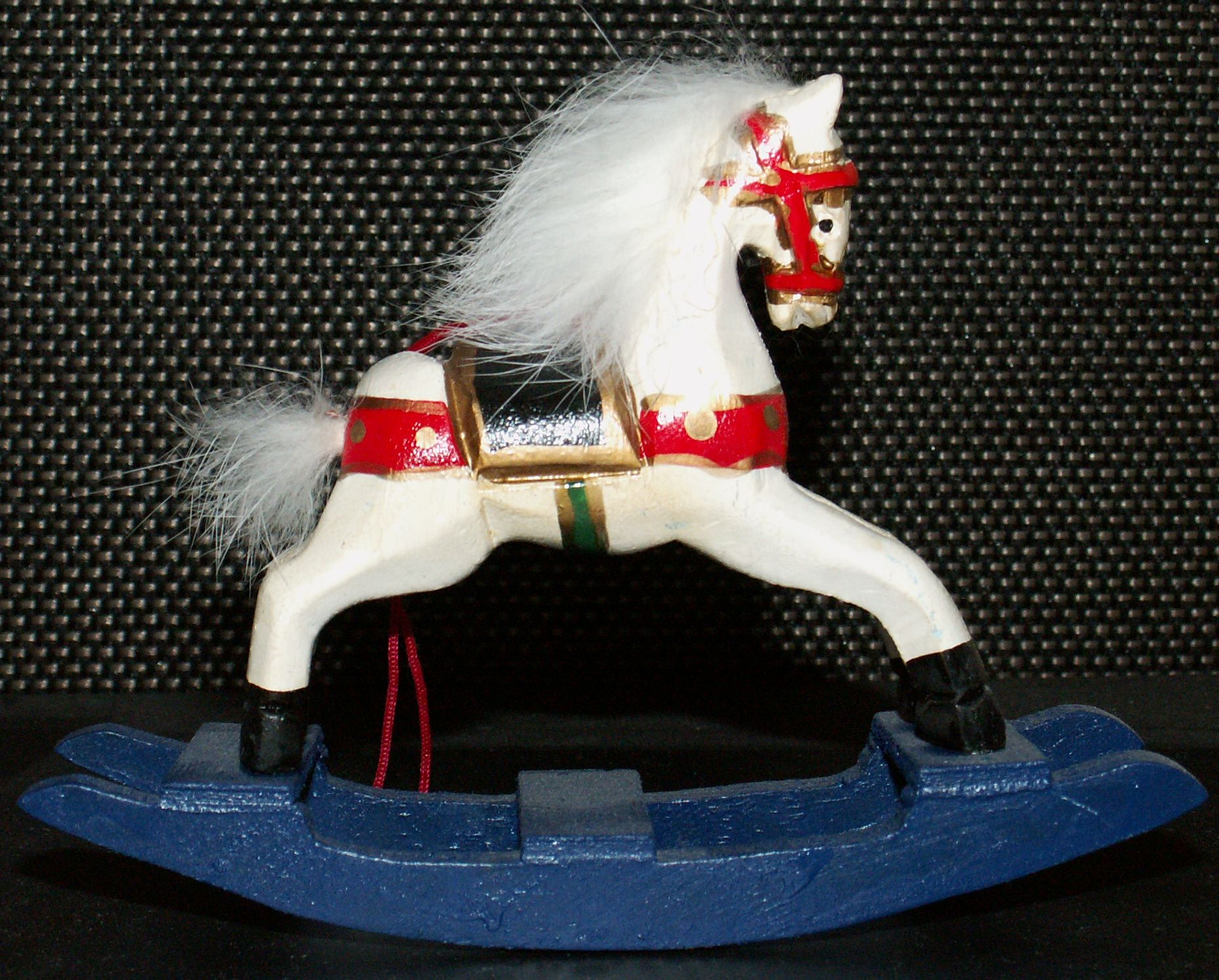
Kerstversiering in de vorm van een hobbelpaard (2006)

Het hobbelpaard werd uit een metalen frame, bekleed met papier-maché gemaakt, en werd daarmee een speelgoed voor de kinderen van de rijken. Later werd ook hout gebruikt en werd het voor de armere bevolking beschikbaar. In Duitsland verwerd het hobbelpaard tot een symbool van onvervulde kerstwensen; het is dan ook te vinden in vele kerstgedichten en als kerstversiering.
Oude hobbelpaarden, uit de 19e en het begin van de 20e eeuw zijn tegenwoordig geliefde verzamelobjecten.

## Moderne varianten

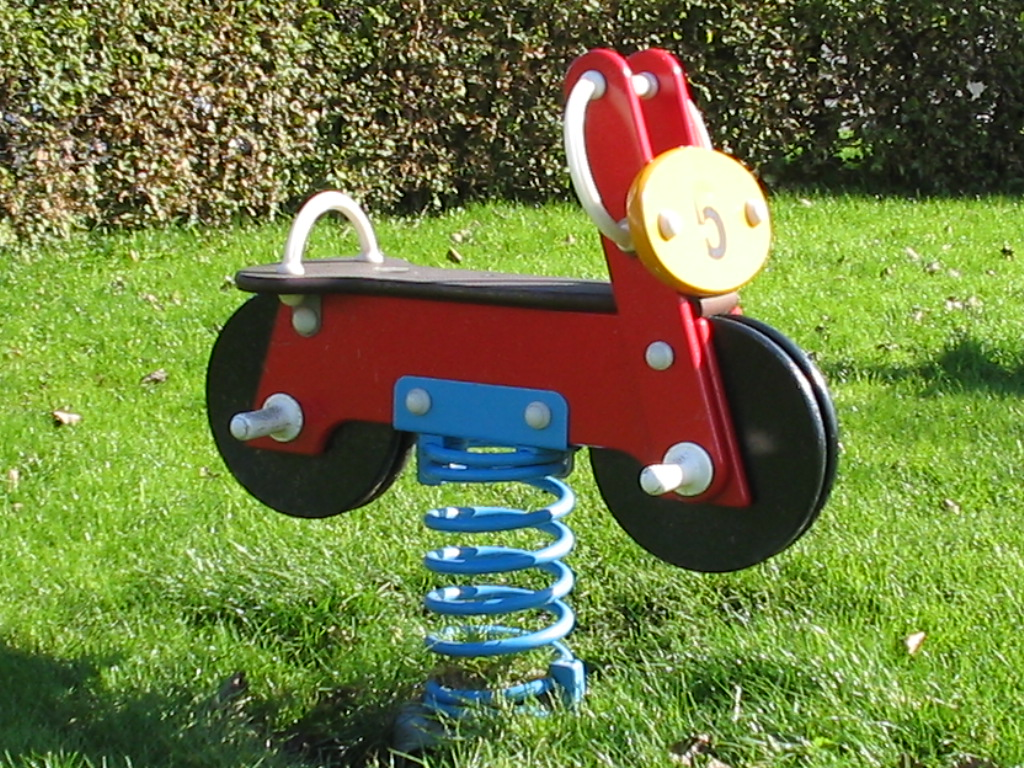
Wipkip in de vorm van een scooter (2007)

Op de meeste moderne speelplaatsen bevindt zich een wipkip, soms in de vorm van een paard. Deze verschillen van het hobbelpaard doordat er geen gebogen onderstel is maar het toestel zich op een stevige veer bevindt, waardoor niet alleen naar voor en achter, maar ook zijwaarts "gehobbeld" kan worden. Het verwondingsgevaar is bij deze typen groter dan bij een traditioneel hobbelpaard, omdat de veer onder hoge spanning kan komen te staan. Als te stevig gehobbeld wordt kan het kind van de wipkip geworpen worden. Het gevaar van gekneusde vingers of tenen die onder het traditionele hobbelpaard komen (veelal van broertjes of zusjes), is bij een wipkip echter weer afwezig.
Een andere moderne variant is een elektrisch hobbelpaard. Vaak zijn dit apparaten die bij supermarkten opgesteld staan. Voor een klein bedrag aan munten kan een kind dan enkele minuten hobbelen. De bekendste versie hiervan is het "Palomino-paard"(naar het rood-groen-blauw gevlekte zwarte paard in het logo van het kledingmerk Palomino) dat vaak te vinden is bij vestigingen van C&A. Een grote variant hierop is een rodeostier of zeldzamer, een rodeopaard, die vaak op feesten voor volwassenen gebruikt wordt. Het is de bedoeling zo lang mogelijk op de stier of het paard te blijven zitten, maar deze gaat na verloop van tijd steeds harder bokken en steigeren waardoor het moeilijker wordt te blijven zitten. Vaak is degene die het langst blijft zitten de winnaar.